# Fluvionectes sloanae
Fluvionectes sloanae — вид плезіозаврів родини Elasmosauridae, що існував у пізній крейді, 76-75 млн років тому. Описаний у 2021 році.

## Назва
Вид названо на честь канадської палеонтологині Донни Слоан, яка відкрила типові зразки.

## Рештки
Викопні рештки плазуна знайдені у 1898 році у відкладеннях формації Парк динозаврів в провінції Альберта на заході Канади.

## Опис
Прісноводний вид. Сягав до 5,6 м завдовжки.